# Satellite irrégulier
En astronomie, un satellite irrégulier, par opposition à un satellite régulier, est un satellite naturel qui décrit une orbite distante, inclinée et souvent rétrograde, provenant de la périphérie plutôt que formé autour de sa planète (à l'exception des deux satellites de Mars).

Satellites irréguliers de Jupiter (en rouge), Saturne (jaune), Uranus (vert) et Neptune (bleu).

Près de 90 satellites irréguliers ont été identifiés autour des quatre planètes géantes du Système solaire. 
Le diagramme ci-contre représente les orbites des satellites irréguliers connus. Leur abscisse correspond aux demi-grands axes a, exprimés en fraction du rayon de la sphère de Hill {\displaystyle r_{H}\,\!} de la planète, un satellite étant considéré irrégulier s’il orbite au-delà de {\displaystyle 0.05r_{H}\,\!}. L'axe vertical donne l'inclinaison i de l'orbite en degrés, les satellites figurant sous l'axe horizontal (i>90°) ayant une orbite rétrograde. La taille des cercles indique leurs tailles relatives.
La capture d'un satellite nécessite une réduction de sa vélocité, sans quoi le corps ne ferait que survoler la planète, voyant sa trajectoire déviée, mais repartant avec la même vitesse qu'au départ. Les facteurs peuvent être les interactions gravitationnelles avec les satellites en place, les effets de marée ou une collision avec un satellite orbitant. La haute fréquence des orbites rétrogrades peut résulter du fait que ces facteurs sont plus susceptibles d'agir lorsque le satellite arrive contre le sens de rotation de la planète. Cependant, les satellites orbitant en sens rétrograde sont freinés par les effets de marée et amenés à plus ou moins long terme à s'écraser sur leur planète.
| planète | rH[106km] |
| ------- | --------- |
| Jupiter | 51        |
| Saturne | 69        |
| Uranus  | 73        |
| Neptune | 116       |